# María José Goyanes
María José Goyanes Muñoz (Madrid, 8 de diciembre de 1948) es una actriz española.

## Biografía
Pertenece a una familia con larga tradición artística: su abuelo materno fue el actor Alfonso Muñoz, su madre la actriz Mimí Muñoz y sus hermanas Vicky Lagos (viuda de Ismael Merlo), Mara y Concha Goyanes. También es hermana de Pepe Goyanes. Estuvo casada con el productor y director teatral Manuel Collado Sillero. El hijo de ambos, Javier Collado, también se dedica a la interpretación, como su sobrina Cristina Goyanes.
Por el lado paterno, María José pertenece a una saga de médicos, siendo su abuelo el Dr. José Goyanes Capdevila, y su padre el Dr. José Goyanes Echegoyen (1904-1991). Quiso ser cirujana como su padre, pero los papeles que le llegaron como actriz, le separaron del camino, para disgusto de su progenitor.
Se inició en el teatro siendo todavía una niña, llegando a actuar junto a José María Rodero en El caballero de las espuelas de oro. También en cine y televisión debutó cuando aún no había cumplido quince años. Actriz eminentemente teatral, llegaría a formar su propia Compañía, a los 18 años, con Emilio Gutiérrez Caba, y más tarde con su marido. 
Fue la primera actriz en salir desnuda, aunque parcialmente, en la historia del teatro español, en la obra Equus, estrenada el 15 de octubre de 1975, antes de morir Franco, lo que provocó un gran escándalo. Producida por ella y su marido, iba a protagonizarla la actriz Inma de Sanz. Tras 10 días el teatro cerrado por la polícia, pactaron que no fuera un desnudo total, y que solo mostrará el pecho. Y estrenó compartíendo escenario con José Luis López Vázquez y Juan Ribó. Recibió cartas con amenazas e insultos por ello.
Debutó en el cine con Un rayo de luz (1960), de Luis Lucía, que también supuso el debut de la niña prodigio Marisol.Al poco, con 13 años se fue a vivir a Camerún, por el trabajo de su padre con la OMS y retomó la interpretación a la vuelta. Con 16 años,  representó La Celestina. 
Atesora una decena de películas, casi todos en los años sesenta, destacando Megatón Ye-Ye (1965), de Jesús Yagüe, ¿Qué hacemos con los hijos? (1967), Los chicos del Preu (1967), Novios 68 (1967), El padre de la criatura (1972), estas cuatro últimas de Pedro Lazaga. No hizo más cine por el éxito que tenía en el teatro, ha reconocido ella.En 2009 rodó 'My Life in Ruins (Mi vida en ruinas en España e Hispanoamérica) producida por Tom Hanks y dirigida por Donald Petrie.
Mucho más intensa ha sido su presencia en televisión, donde ha intervenido en decenas de espacios dramáticos de TVE, tanto en Novela como en Estudio 1, espacio en el que debutó con El niño de los Parker (1968), y donde destacaron sus dos interpretaciones de Doña Inés en Don Juan Tenorio (1968 y 1973) y de Paula en Tres sombreros de copa (1978).
Ha trabajado en series, como El olivar de Atocha (1988, TVE) y Yo, una mujer (1996, Antena 3), con Concha Velasco y en Telecinco: Yo soy Bea como Alicia Echegaray (2008-2009)y Hospital Central. En 2016 y 2017 interpretó a Ana María, marquesa de Madrigales, en 265 capítulos de Amar es para siempre (Antena 3)y en 2023 participó en la mexicana Los Artistas, primeros trazos, relato de María Dueñas para televisión, junto a Maxi Iglesias.
En 1985, debutó como presentadora de televisión en Boa noite, el primer programa de la recién nacida autonómica gallega, TVG, como relevo de Pepe Domingo Castaño. Un espacio de entrevistas y música que pilotó hasta el 17 de febrero de 1986 .Vivió en La Coruña con su nueva pareja sentimental 10 años y regresó a Madrid.
Lo ha compaginado con el teatro, siendo una de sus últimas obras, Galdós enamorado, junto a Emilio Gutiérrez Caba (2021-2024) y Palabras de mujer, espectáculo poético-musical creado, dirigido por ella misma en homenaje a las mujeres poetas (2021-2024), con Gloria Vega y Karmele Aranburu y la pianista Maru Mararia.
En 2023, fue una de las protagonistas de Mujeres sin censura, documental dirigido por Eva Vizcarra sobre actrices, como ella, Teresa Gimpera, Josele Román, Claudia Gravy, o Cecilia Bartolomé, que decidieron salir desnudas en la gran pantalla como acto de libertad durante la Transición.
Ese mismo año, María José protagoniza una de las entregas de Mucha vida que contar, serie de documentales biográficos contados en primera persona realizado por la Fundación AISGE, sobre grandes de la interpretación y de la creación audiovisual española.

## Premios
- Premio Nacional de Espectáculo Mejor Actriz Protagonista 1967, concedidos anualmente por el Sindicado Nacional del Espectáculo, por su trabajo en la película Los chicos del Preu (1969).
- Candidata al Premio Mayte de teatro (1987).
- Candidata al Premio Mayte de teatro (1985).
- Candidata al Premio Mayte de teatro (1984).
- Candidata al Premio Mayte de teatro (1982), por Educando a Rita.
- Premio Nacional de Teatro 'Antero Guardia' 2021, concedido por el Ayuntamiento de Úbeda. Se otorga anualmente como reconocimiento a la meritoria trayectoria profesional de un actor, director, dramaturgo o compañía teatral, en el marco de la Muestra de Teatro de Otoño 'Ciudad de Úbeda'.  Lo recogió en presencia de en presencia de Emilio Gutiérrez Caba.[13]
- Candidata al Premio de Teatro de Rojas Mejor interpretación femenina 2022, por Galdós enamorado.[14]
- El Premio Nieva de Teatro a la Trayectoria 2022, por “toda una vida dedicada a las tablas derrochando talento y profesionalidad”. Concedido en el marco del Festival de Teatro Regional Francisco Nieva de San Clemente, Cuenca.[15]
- Premio Actúa Mejor Actriz 2024, concedido Fundación de Artistas Intérpretes Sociedad de Gestión AISGE, junto a Marísa Paredes.[16]

## Obras de teatro (selección)
- Julio César (1964), de William Shakespeare.
- El caballero de las espuelas de oro (1964), de Alejandro Casona.
- El rostro del asesino (1965)
- Romeo y Julieta (1971), de William Shakespeare, en versión de Pablo Neruda.[17]
- Chao (1972) de Marc Gilbert Sauvajon.
- Usted también podrá disfrutar de ella (1973). de Ana Diosdado
- Equus (1975).
- La casa de Bernarda Alba (1976). de Federico García Lorca
- Lección de anatomía (1977).
- Las galas del difunto y La hija del Capitán (1978), de Valle-Inclán.
- La gata sobre el tejado de zinc (1979), de Tennessee Williams.
- La lozana andaluza (1980), de Francisco Delicado, adaptada por Rafael Alberti.
- El galán fantasma (1981), de Pedro Calderón de la Barca.[18]
- La gaviota (1981), de Antón Chéjov.[19]
- Educando a Rita (1982).
- Casandra (1983), de Benito Pérez Galdós.
- La herida del tiempo (1984), de J. B. Priestley.
- Don Juan Tenorio (1984), de José Zorrilla.
- La dama duende (1990).
- Judit y el tirano (1992).
- La muerte y la doncella (1993).
- Las Troyanas (1994).
- Locas de amar (1996).
- Un marido ideal (1996), de Oscar Wilde
- Te vas me dejas y me abandonas (1998) de Julio Escalada.
- Don Juan (2001).
- Casa con dos puertas, mala es de guardar (2002), de Pedro Calderón de la Barca.
- Don Quijote. Versión de cámara para cinco voces (2004).
- La comedia del bebé (2006), de Edward Albee.
- Dile a mi hija que me fui de viaje (2007).
- Madre Paz (2010).
- De amor y lujuria (2012).
- El cielo que me tienes prometido (2016), de Ana Diosdado.
- Susan y el diablo (2019), escrita y dirigida por Chema Cardeña.
- Galdós enamorado (2021).

## Filmografía
- Un rayo de luz (1960)[5]
- Megatón Ye-Ye (1965)
- ¿Qué hacemos con los hijos? (1967)
- Los amores difíciles (1967)
- Los chicos del preu (1967)
- Novios 68 (1967)
- Palabras de amor (1968)
- El padre de la criatura (1972)
- Grandes ocasiones (1998)
- Araña y cierra España (1976) Cortometraje.
- Mi vida en ruinas (2009)[6]
- Ansiedad (2009) Cortometraje.
- Sin línea (2011) Cortometraje.
- El futuro ya no es lo que era (2016)

## Trayectoria en televisión
- Los Artistas: Primeros Trazos. (2023) Serie mexicana de VIX.[9]

| - Amar es para siempre (2016-2017, colaboración especial principal 5ª temporada y colaboración especial recurrente 6ª temporada) - Yo soy Bea (2008-2009) - La familia Mata - 26 de mayo de 2008 - El Comisario - 13 puñaladas (13 de enero de 2006) - Eva del principio al fin (17 de enero de 2006) - Hospital Central - Baño de sales (31 de mayo de 2005) - Policías, en el corazón de la calle - Mi voluntad puede matarme (1 de enero de 2002) - De un corazón llegué a un abismo (2 de enero de 2003) Journalist - Raquel busca su sitio (2000) - No es fácil ser Raquel - Yo, una mujer (1996) - Primera función - El landó de seis caballos (16 de marzo de 1989) - Brigada Central (1989) - Asuntos de Rutina (Cap.6) - El olivar de Atocha (1989) - La Tarde - 7 de septiembre de 1987 - Tarde de teatro - Un paraguas bajo la lluvia (28 de diciembre de 1986) - Boa Tarde (TVG, 1985) Presentadora - El jardín de Venus - Imprudencia (22 de noviembre de 1983) - Un encargo original - La maraña (20 de agosto de 1983) - Que usted lo mate bien - El túnel (13 de febrero de 1979) - Hora once - De la misma sangre (20 de mayo de 1972) - Stop - Después de la boda (13 de noviembre de 1972) - Al filo de lo imposible - El cielo abierto (20 de junio de 1970) - Pequeño estudio - Noche cerrada (8 de noviembre de 1968) - La pequeña comedia - El ensayo (14 de febrero de 1968) - Petición de mano (31 de mayo de 1968) - Teatro de siempre - La verdad sospechosa (6 de abril de 1967) - La salvaje (5 de enero de 1970) - Los Encuentros - Primavera en el parque (6 de agosto de 1966) | - Tengo un libro en las manos - El acueducto (4 de agosto de 1966) - Tiempo y hora - Como en un desierto (6 de febrero de 1966) - Diego Acevedo - La camarilla (1 de enero de 1966) - Novela - El pobrecillo embustero (6 de diciembre de 1965) - El regreso (21 de diciembre de 1965) - La tragedia vive al lado (11 de enero de 1966) - El último pobre (18 de abril de 1966) - El viejo de Coupravay (27 de junio de 1966) - Tom Sawyer, detective (11 de julio de 1966) - La Marquesa (29 de agosto de 1966) - La herencia (21 de agosto de 1967) - El pobrecito embustero (28 de agosto de 1967) - La balada del rey Gaspar (1 de enero de 1968) - El silbo de la lechuza (5 de febrero de 1968) - Nosotros, los Rivero (2 de junio de 1969) - Sinfonía pastoral (1 de junio de 1970) - Estudio 1 - El jardín de las horas (3 de noviembre de 1965) - Arsénico para dos (10 de noviembre de 1965) - La dama del alba (1 de diciembre de 1965) - Semana de Pasión (30 de marzo de 1966) - El niño de los Parker (20 de febrero de 1968) - La pareja (11 de junio de 1968) - Don Juan Tenorio (5 de noviembre de 1968) - El árbol de los Linden (9 de julio de 1970) - Felicidad conyugal (5 de mayo de 1972) - Don Juan Tenorio (2 de noviembre de 1973) - Mario (25 de enero de 1974) - Tres sombreros de copa (20 de abril de 1978) - La gaviota (19 de abril de 1982) Nina - Primera fila - Suspenso en amor (27 de enero de 1965) - Sábado 64 - La Piconera (16 de enero de 1965) - Confidencias - Juan, el Toro (24 de octubre de 1964) |

## Documentales
- Mujeres sin censura (2023).[1]
- Mucha vida que contar (2023).[2]